# Waterrecht
Waterrecht is dat deelgebied van het recht dat betrekking heeft op het waterbeheer. Hierbij spelen vragen als:
- Wie zijn er verantwoordelijk voor het waterbeheer en wat zijn hun taken en bevoegdheden?
- Aan welke eisen dient hun handelen te voldoen en wat voor besluiten kunnen ze nemen? (inhoudelijke regels)
- Hoe dienen zij besluiten te nemen? (procedurele regels)
- Hoe dienen al deze regels gehandhaafd te worden? (sancties, rechtsbescherming, aansprakelijkheid)

Het waterrecht is onderdeel van het omgevingsrecht.
Het Nederlandse waterrecht is voor een groot deel te vinden in de Waterwet (tot 1 januari 2024) en de Omgevingswet (vanaf 1 januari 2024). Ook het Europese recht zoals de Kaderrichtlijn water en de regels over Natura 2000-gebieden zijn belangrijk voor het Nederlandse waterbeheer. Verder zijn ook (zonder volledig te zijn) de Waterschapswet en de regels over de "zorgplicht" van de overheid van belang.